# Moira Kelly
Moira Kelly   (Queens, 6 de març de 1968) és una actriu estatunidenca, coneguda principalment pels seus papers en sèries televisives com The West Wing o One Tree Hill.

## Biografia
Va néixer al barri novaiorquès de Queens, el 6 de març de 1968. La tercera de sis germans, és la filla de dos immigrants irlandesos, Peter Kelly, concertista de violí, i la seva dona Anne, infermera. Es va graduar al Connetquot High School el 1986 i va estudiar posteriorment al Marymount Manhattan College.
La seva vocació com a actriu va començar el 1984 en una representació teatral al seu institut amb l'obra Annie, inspirada en la pel·lícula de John Huston del 1982. Diversos incidents d'última hora van fer que hagués d'interpretar, amb només setze anys, un dels papers principals, el de Grace Farrell; l'experiència sobre l'escenari li va agradar molt, i va fer que es despertés en ella el desig de dedicar-se a la interpretació.
Durant la primera meitat dels noranta, va participar en diversos papers en produccions modestes. El 1992 va obtenir el paper de Donna Heyward a la pel·lícula Twin Peaks: Els últims dies de Laura Palmer, la preqüela que David Lynch va rodar de la seva exitosa i revolucionària sèrie televisiva Twin Peaks (1990). Dos anys més tard, va intervindre a Retorn a Little Odessa, de James Gray, on va treballar amb Tim Roth i Edward Furlong. També va treballar l'any 1992 a la pel·lícula Chaplin dirigida per Richard Attenborough actuant amb Robert Downey Jr., Anthony Hopkins i Geraldine Chaplin. Aquell mateix any li va arribar el seu paper més reconegut, el de la patinadora sobre gel Kate Moseley a la comèdia romàntica Passió pel triomf, dirigida per Paul Michael Glaser, on s'enamora del protagonista, interpretat per D. B. Sweeney. El 1994 participa en l'aclamada With Honors, amb Joe Pesci i Brendan Fraser.
El públic angloparlant recordarà la seva veu pel personatge de Nala a la pel·lícula de Disney, The Lion King. Més tard va intervindre en sèries televisives de la CBS i en la primera temporada de The West Wing, l'exitosa ficció política d'Aaron Sorkin, on donava vida a Mandy Hampton. Entre els anys 2003 i 2009 va interpretar Karen Roe, una mare soltera, en la sèrie sobre adolescents One Tree Hill, de Mark Schwann. També va dirigir un parell de capítols de la sèrie, estrenant-se darrere les càmeres l'any 2006.
Es va casar en 2000 amb Steven Hewitt, un home de negocis de Texas. Tenen una filla, Ella, nascuda el 2001, i un fill, Earnon, del 2003.